# Mausolée de Mehmed II Giray
Le mausolée de Mehmed II Giray est un bâtiment religieux en Crimée. Bâti au XVIe siècle pour Mehmed II Giray, il se trouve à Bakhtchissaraï.

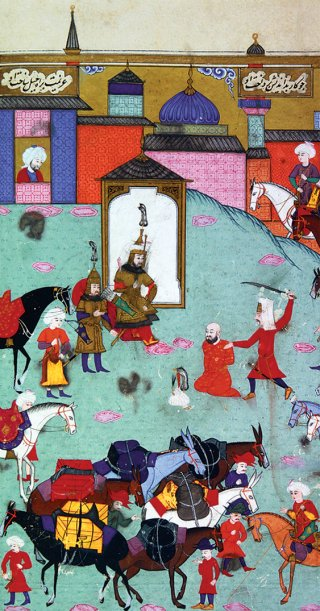
L'exécution de Mehmed Geray et son mausolée.

Les khans de Crimée Mehmed II Giray (1532-1584), Saadet II Giray (environ 1550-1587) et Mehmed III Giray (1584-1629) ainsi que Mourad Giray et Safa Giray (fils cadets de Mehmed) sont enterrés dans le mausolée.